# Слободка-Малиновецкая
Слободка-Малиновецкая (укр. Слобідка-Малиновецька) — село в Каменец-Подольском районе Хмельницкой области Украины.
Население по переписи 2001 года составляло 48 человек. Почтовый индекс — 32378. Телефонный код — 3849. Занимает площадь 0,312 км². Код КОАТУУ — 6821885002.

## Местный совет
32377, Хмельницкая обл., Каменец-Подольский р-н, с. Сокол